# Mevlüt Arık
Mevlüt Arık (15 aprile 1988) è un lottatore turco, specializzato nella lotta greco-romana.

## Biografia
È stato allenato da Cengiz Papagan ed ha lottato per la polisportiva İzmir Büyükşehir Belediyesi GSK.
Si è contraddistinto a livello giovanile agli europei cadetti di Tirana 2005 vincendo il bronzo del torneo dei 54 chilogrammi ed agli europei junior del 2008 disputati a Kosice, dove si è classificato settimo nella categoria 60 chilogrammi.
Alla coppa del mondo 2010 di Minsk ha ottenuto l'undicesimo posto.
Ha ottenuto il primo podio internazionale ai campionati mondiali universitari di Kuortane 2012, perdendo in finale contro István Kozák, guadagnandosi l'argento nel torneo dei 66 chilogrammi.
Ai Giochi del Mediterraneo di Mersin 2013 ha vinto la medaglia d'oro nella categoria fino a 60 chilogrammi, superando in finale il francese Tarik Belmadani.
Ai mondiali di Budapest 2013 ha terminato al quattordicesimo posto nel torneo dei 60 chilogrammi, superando l'algerino Mouatez Djediat al primo turno e perdendo contro l'uzbeco El'murat Tasmuradov. Dopo il mondiale il Comitato olimpico nazionale turco gli ha attribuito il Fair Play Awards, poiché durante l'incontro contro Mouatez Djediat ha smesso di lottare e invitato i sanitari a portare visite mediche all'avversario infortunato, invece di assicurarsi i punti che gli avrebbero consentito di ottenere la superiorità tecnica.

## Palmarès
- Giochi del Mediterraneo

Mersin 2013: oro nella lotta greco-romana -60 kg.
- Campionati mondiali universitari

Kuortane 2012: argento nella lotta greco-romana -66 kg.